# Zapasy na Letnich Igrzyskach Olimpijskich 1936 – kategoria ponad 87 kg w stylu wolnym
Zmagania mężczyzn ponad 87 kg to jedna z siedmiu męskich konkurencji w zapasach w stylu wolnym rozgrywanych podczas Letnich Igrzysk Olimpijskich 1936. Pojedynki w tej kategorii wagowej odbyły się w dniach 2 – 5 sierpnia.
Punktacja opierała się na systemie "złych punktów karnych". Zwycięzca otrzymywał zero punktów za wygraną przez "tusz" (łopatki), a jeden za zwycięstwo decyzją trzech sędziów. Za porażkę na punkty zawodnik otrzymywał trzy punkty. Przegranie walki przez łopatki lub decyzją jednogłośną trzech sędziów skutkowało dwoma punktami karnymi. Za porażkę 1-2 przyznawano 2 punkty. Uzyskanie pięciu lub więcej punktów eliminowało zapaśnika z turnieju. 

## Klasyfikacja[1]
| Pozycja | Nazwisko          | Kraj              |
| ------- | ----------------- | ----------------- |
| 1       | Kristjan Palusalu | Estonia           |
| 2       | Josef Klapuch     | Czechosłowacja    |
| 3       | Hjalmar Nyström   | Finlandia         |
| 4       | Nils Åkerlindh    | Szwecja           |
| 5       | Robert Herland    | Francja           |
| 6       | Willy Bürki       | Szwajcaria        |
| 7       | Georg Gehring     | III Rzesza        |
| 8       | George Chiga      | Kanada            |
| 9       | Mehmet Çoban      | Turcja            |
| 10      | Léon Charlier     | Belgia            |
| 10      | Roy Dunn          | Stany Zjednoczone |

## Wyniki

### Pierwsza runda[2]
| Zwycięzca         | Punkty karne | Wynik        | Przegrany     | Punkty karne |
| ----------------- | ------------ | ------------ | ------------- | ------------ |
| Kristjan Palusalu | 0            | Łopatki      | Josef Klapuch | 3            |
| Mehmet Çoban      | 1            | Decyzja, 3:0 | Léon Charlier | 3            |
| Willy Bürki       | 1            | Decyzja, 2:1 | Georg Gehring | 2            |
| Nils Åkerlindh    | 0            | Łopatki      | Roy Dunn      | 3            |
| Hjalmar Nyström   | 0            | Łopatki      | George Chiga  | 3            |
| Robert Herland    | 0            | Bez walki    |               |              |

### Druga runda[3]
| Zwycięzca         | Punkty karne | Wynik        | Przegrany       | Punkty karne |
| ----------------- | ------------ | ------------ | --------------- | ------------ |
| Kristjan Palusalu | 0            | Łopatki      | Robert Herland  | 3            |
| Josef Klapuch     | 3            | Łopatki      | Léon Charlier   | 6            |
| Georg Gehring     | 2            | Łopatki      | Mehmet Çoban    | 4            |
| Willy Bürki       | 1            | Łopatki      | Roy Dunn        | 6            |
| Nils Åkerlindh    | 1            | Decyzja, 2:1 | Hjalmar Nyström | 2            |
| George Chiga      | 3            | Bez walki    |                 |              |

### Trzecia runda[4]
| Zwycięzca         | Punkty karne | Wynik        | Przegrany     | Punkty karne |
| ----------------- | ------------ | ------------ | ------------- | ------------ |
| Robert Herland    | 3            | Łopatki      | George Chiga  | 6            |
| Kristjan Palusalu | 0            | Decyzja, 3:0 | Mehmet Çoban  | 7            |
| Josef Klapuch     | 3            | Decyzja, 3:0 | Georg Gehring | 5            |
| Nils Åkerlindh    | 1            | Łopatki      | Willy Bürki   | 4            |
| Hjalmar Nyström   | 2            | Bez walki    |               |              |

### Czwarta runda[5]
| Zwycięzca         | Punkty karne | Wynik   | Przegrany      | Punkty karne |
| ----------------- | ------------ | ------- | -------------- | ------------ |
| Hjalmar Nyström   | 2            | Łopatki | Robert Herland | 6            |
| Kristjan Palusalu | 0            | Łopatki | Willy Bürki    | 7            |
| Josef Klapuch     | 3            | Łopatki | Nils Åkerlindh | 6            |

### Piąta runda[6]
| Zwycięzca         | Punkty karne | Wynik        | Przegrany       | Punkty karne |
| ----------------- | ------------ | ------------ | --------------- | ------------ |
| Kristjan Palusalu | 0            | Decyzja, 3:0 | Hjalmar Nyström | 5            |
| Josef Klapuch     | 3            | Bez walki    |                 |              |